# Икскуль, Юлия Шарлотта
Баронесса Юлия Шарлотта Икскуль (нем. Julie Charlotte von Üxküll; ум. 6 (18) июля 1863) — русская поэтесса и переводчица.

## Биография
Училась в Смольном институте. Переводила детские книги: «Ёлка на праздник Рождества Христова» (3 издания: 1856, 1857, 1871), «Повести Андерсена», «Подарок в день Ангела», а также брошюру Аделаиды Мерсиерклер «Вступление молодой девицы в свет» (1852) (с приложением ко второму изданию этой книжки (1859) написанных самой Икскуль «Советов для молодых жен») и т. д.. На немецком языке писала стихи, большей частью к торжественным случаям: «Валгалла, памятник дружеской любви и уважения в песнях» (нем. «Wallhalla, Denkmäler der Libefreundschaft und Verehrung im Gesangen», 1857), «Ко дню празднования тысячелетия России» (нем. «Am Tage der Feier der Tausendjährigen Bestandes Russlands», 1861); издала также сборник «Букет, собранный в цветущих лугах Германии. Миловидным девам и великодушным дамам России, предпочтительно же незабвенным, далеко рассеянным подругам Смольного монастыря, вместо сердечного привета и поклона от баронессы Юлии фон-Икскуль» (1861) и ещё несколько переводов. Современная критика встретила её произведения почти общим порицанием.

## Сочинения
- Икскуль, Юлия Шарлотта. Букет, собранный в цветущих лугах Германии: Миловид. девам и великодуш. дамам России, предпочтительно же незабв., далеко рассеян. подругам Смол. монастыря вместо сердеч. привета и поклона от баронессы Юлии фон Икскуль. — Санкт-Петербург, 1861.
- Икскуль, Юлия Шарлотта. Одинокий сочельник рождества Христова: Подарок на елку радость и утешение дарующим изд. баронессой Екатериной фон-Икскуль: (Пер. с нем.): Из лит. наследства в мире почившей дочери моей бар. Юлии фон-Икскуль скончавшейся 6-го июля, 1863 г.. — Санкт-Петербург, 1869.